# Neder-Lausitzs voetbalkampioenschap 1900/01
In 1900/01 werd het eerste Neder-Lausitzs voetbalkampioenschap gespeeld, dat georganiseerd werd door de Neder-Lausitzse voetbalbond. 
De competitie werd niet voltooid, maar Alemannia Cottbus werd kampioen. Er was nog geen eindronde om de Duitse landstitel. Nadat in november 1900 en januari 1901 zich al enkele clubs teruggetrokken hadden werd de bond in het voorjaar ontbonden. Een poging om in september 1901 te herstarten met een competitie mislukte, pas op 14 januari 1904 werd de bond heropgericht. 

## Eindstand
| Plaats | Club                   | Wed.                         | W                            | G                            | V                            | Saldo                        | Ptn                          |
| ------ | ---------------------- | ---------------------------- | ---------------------------- | ---------------------------- | ---------------------------- | ---------------------------- | ---------------------------- |
| 1.     | SC Alemannia Cottbus   | 6                            | 5                            | 0                            | 1                            | 31:3                         | 10:02                        |
| 2.     | FV Brandenburg Cottbus | 6                            | 4                            | 1                            | 1                            | 15:02                        | 09:03                        |
| 3.     | FC Rapide 1899 Sandow  | 5                            | 3                            | 1                            | 1                            | 14:06                        | 07:03                        |
| 4.     | SC Viktoria Cottbus    | 4                            | 3                            | 0                            | 1                            | 07:05                        | 06:02                        |
| 5.     | Excelsior Cottbus      | 6                            | 1                            | 1                            | 4                            | 01:26                        | 03:09                        |
| 6.     | FC Vorwärts Cottbus    | 6                            | 0                            | 2                            | 4                            | 04:30                        | 02:10                        |
| 7.     | Preußen Vetschau       | 6                            | 0                            | 1                            | 4                            | 4:30                         | 01:11                        |
| 8.     | TuFC Britannia Cottbus | Teruggetrokken na speeldag 2 | Teruggetrokken na speeldag 2 | Teruggetrokken na speeldag 2 | Teruggetrokken na speeldag 2 | Teruggetrokken na speeldag 2 | Teruggetrokken na speeldag 2 |

|  | Kampioen |